# Associação dos Escritores Moçambicanos
A Associação dos Escritores Moçambicanos (AEMO), é uma organização que tem como objetivo dar a conhecer obras e autores de literatura moçambicana.
A associação, fundada em 31 de agosto de 1982, desenvolve a sua atividade, entre outras formas, através da edição de obras de autores moçambicanos, da atribuição de prémios literários e da organização de conferências, jornadas e debates visando a divulgação da literatura moçambicana.
O escritor José Craveirinha foi o seu primeiro presidente.

## Coleções
A AEMO publica as coleções:
- Karingana, para a prosa[3]
- Timbila, para a poesia[4]
- Início, para dar a conhecer o trabalho de jovens escritores[4]

## Prémios
A associação atribui:
- O Prémio Vida Literária
- Prémios revelação, que visam promover a criação literária e o aparecimentos de novos autores:
  - O Prémio Revelação AEMO de Ficção[5]
  - O Prémio Revelação AEMO de Poesia[5]
  - O Prémio José Craveirinha de Literatura.

## A revistaCharrua
No início da sua atividade, a associação criou, em 1984, a revista Charrua, que abriu novos espaços e perspectivas, levando ao aparecimento de uma nova geração de escritores moçambicanos, hoje consagrados, designada pelo nome da revista: a Geração Charrua.
A revista tinha periodicidade bimestral e publicou oito números.

## O Círculo de Leitores
Em 2002, a associação institui o Círculo de Leitores da Associação dos Escritores Moçambicanos, projeto que, através de encontros mensais entre estudantes do ensino secundário e do ensino universitário e jovens escritores, visa dar a conhecer os autores moçambicanos e as suas obras.